# Mária Terézia Rafaella spanyol infánsnő
Mária Terézia (Antónia Rafaella; Madrid, Spanyolország, 1726. június 11. – Versailles, Franciaország, 1746. július 22.), Franciaország dauphine-ja 1745. február 23-án, XV. Lajos francia király fiával és örökösével, Lajos dauphinnal kötött házassága révén 1746. július 22-én bekövetkezett korai haláláig.
V. Fülöp spanyol király és második felesége, Erzsébet királyné második leányaként, spanyol infánsnőként született. Házasságára a francia Bourbon-rokonnal azért volt szükség, hogy tovább erősítsék a korábban nővére, Mária Anna Viktória XV. Lajossal lévő jegyességének felbontása után megromlott két nemzet közötti viszonyt. Az új Dauphine azonban mindössze húsz évesen életét vesztette három nappal azt követően, hogy egy leánygyermeknek adott életet, aki két évvel később szintén elhunyt.

## Élete

### Származása, testvérei
Mária Terézia Antónia Rafaella infánsnő 1726. június 11-én született a madridi királyi palotában. Édesapja a Bourbon-házból való V. Fülöp spanyol király (1683–1746) volt, korábban Anjou hercege, Lajos francia trónörökös herceg (Louis de France, le Grand Dauphin 1661–1711) és Mária Anna Viktória Krisztina bajor hercegnő (1660–1690) fia, XIV. Lajos francia király unokája.
Édesanyja V. Fülöp második felesége, Farnese Erzsébet parmai hercegnő (1692–1766) volt, II. Odoardo herceg (1666–1693) és a Wittelsbach-házból származó Dorottya Zsófia pfalz–neuburgi hercegnő (1670–1748) leánya.
Szülei házasságából hét testvér született:
- Károly (1716–1788), aki 1759-ben féltestvérének, VI. Ferdinánd királynak halála után III. Károly néven lépett a spanyol trónra.
- Ferenc (1717–1717), csecsemőként meghalt.
- Mária Anna Viktória (1718–1781), aki 1721–1725-ig XV. Lajos francia király hivatalosan eljegyzett menyasszonya volt, aztán 1729-ben I. József portugál király felesége lett.
- Fülöp (1720–1765), aki 1748-ban I. Fülöp néven Parma hercege lett.
- Mária Terézia Antónia Rafaella (1726–1746), Lajos Ferdinánd francia trónörökös (1729–1765) első felesége.
- Lajos Antal (1727–1785), Toledo érseke.
- Mária Antonietta (1739–1785), aki 1750-ben III. Viktor Amadé savoyai herceghez (1726–1796) ment feleségül, így 1773-tól szárd–piemonti királyné lett.

Mária Terézia hercegnő féltestvérei apjának első házasságából, amelyet Savoyai Mária Lujza hercegnővel (1688–1714), II. Viktor Amadé savoyai herceg leányával kötött:
- Lajos (1707–1724), aki 1724-ben apjának lemondása után I. Lajos néven trónra lépett, de hét hónapnyi uralkodás után meghalt himlőben.
- Fülöp Lajos (*/† 1709–1709), csecsemőkorban meghalt.
- Fülöp Péter Gábriel (1712–1719), gyermekkorban meghalt.
- Ferdinánd (1713–1759), aki 1746-ban, apja halála után VI. Ferdinánd néven örökölte a spanyol királyi trónt.

Legidősebb nővérét, Márai Anna Viktória infánsnőt (1718–1781) már gyermekkorában, 1721–ben eljegyezték az akkor 11 éves, kiskorú XV. Lajos francia királlyal (1710–1774), és 1722-ben be is költöztették a versailles-i kastélyba. 1723-ban azonban elhunyt II. Fülöp orléans-i herceg, a Régens (1674-1723). A tisztségét átvevő főminiszter, IV. Bourbon Lajos, Condé hercege (1692–1740) féltékeny volt az Orléans-i ág hatalmára, minél előbb Bourbon-trónörököst akart. 1725-ben a régenstanács felbontotta a király eljegyzését. XV. Lajos a nála 7 évvel idősebb Leszczyńska Mária lengyel királyi hercegnőt vette feleségül. Az ekkor 7 éves Mária Anna Viktória infánsnőnek haza kellett térnie Madridba, majd 1729-ben I. József portugál király felesége lett.
A francia királlyal való eljegyzés felbontását a spanyol udvar súlyos inzultusnak minősítette, az eset sokáig terhelte a két Bourbon királyi udvar viszonyát. 14 évig kellett várni, amíg hosszú diplomáciai egyezkedések eredményeképpen családi kötelék jöhetett létre XIV. Lajos két leszármazottja között. Mária Terézia Rafaella ifjabbik bátyja, Fülöp infáns 1739-ben feleségül vette Lujza Erzsébet (Izabella) francia királyi hercegnőt (1727–1759), XV. Lajos francia király és Leszczyńska Mária lengyel királyi hercegnő legidősebb leányát. A dinasztikus házasság célja a Bourbon-ház francia és spanyol ága közötti családi kapcsolatok megerősítése volt.

### Házassága, gyermeke
Újabb 5 év múlva újabb dinasztikus házasság megkötésére került sor, ezúttal a legmagasabb szinten: 1744. december 18-án a 18 éves Mária Terézia Antónia Rafaella infánsnő Madridban képviselők útján (per procurationem) házasságot kötött másod-unokafivérével, a 15 éves Lajos Ferdinánd francia királyi herceggel (1729–1765), XV. Lajos francia király (1710–1774) és Leszczyńska Mária királyné (1703–1768) egyetlen elő fiával, a Francia Királyság trónörökösével (Dauphin de Viennois). Az újdonsült dauphine (azaz a dauphin felesége) hamarosan útra kelt, és a következő év februárjában megérkezett a Versailles-ba, ahol ünnepélyesen, a jövendő királynénak kijáró tisztelettel fogadták. A királyi palota kápolnájában 1745. február 23-án is megtartották az ünnepélyes esküvőt, immár mindkét fél személyes részvételével. Az ünnepélyes külsőségek a két Bourbon királyi udvar végleges megbékélését jelképezték. Az esküvő után az új dauphine-t hivatalosan a Marie-Thérèse-Raphaëlle néven nevezték.
A házasságot hosszabb időn keresztül nem hálták el, emiatt Mária Teréziát és ifjú férjét ironikus megjegyzések érték a francia udvar, sőt saját férje részéről. A kurtizánok azt kezdték terjeszteni, hogy a 16 éves Lajos Ferdinánd voltaképpen impotens. Az érzékeny, tartózkodó hercegnő visszavonult saját termeibe, és idejének legnagyobb részét az udvari mulatságoktól távol töltötte. 1745 szeptemberében azonban sikeresen létrejött az egyesülés, ez véget vetett az udvaroncok gonosz tréfáinak. A házasfelek érzelmi kapcsolata megjavult, sok időt töltöttek együtt. A férj és feleség nyíltan demonstrálták egymás iránti erős vonzalmukat, kiáltó ellentétben a feleségét megalázó módon elhanyagoló, csapodár XV. Lajossal. Mária Terézia Rafaella a férjével és sógornőivel együtt megvetette és gyűlölte a király nagy hatalmú szeretőjét, Pompadour márkinét, akit csak „Szajha Mamának” (Maman Putain) neveztek. A sértett márkiné is ellenük hangolta a királyt, az hónapokon át nem is szólt a menyéhez, hangoztatva, hogy „a trónörökösné annyira félénk, hogy nem is lehet megszólítani.”
Mária Terézia Rafaella hamarosan teherbe esett. A trónörökös első gyermekének születését 1746. július elejére várták, de az váratott magára, a türelmetlen XV. Lajost kétségbeesésbe kergetve. Végül július 19-én leánya született, akit a boldog apa Mária Teréziának kereszteltetett, rajongva szeretett felesége tiszteletére.

### Halála
A dauphine azonban már nem épült fel a gyermekágyból. Három nappal a szülés után, 20 évesen, 1746. július 22-én elhunyt.
A fiatal Lajos Ferdinánd herceget letaglózta a váratlan veszteség. Az özvegy trónörökös kedélye éveken át sem jött helyre, bár 1747-ben másodszor is megnősült, az intelligens és komoly Mária Jozefa Karolina szász hercegnőt (1731–1767), Frigyes Ágost szász trónörökös herceg leányát vette feleségül, akivel szintén bensőséges és szeretetteljes kapcsolatot alakított ki.
A dauphint az esküvő utáni év (1748) áprilisában újabb csapások érték: első feleségétől való kislánya, a 21 hónapos Mária Terézia hercegnő (1746–1748) is utána halt édesanyjának, és meghalt a második feleségétől született első gyermeke is. A következő öt évben született gyermekeik mind rövidesen meghaltak. Végre a hetedik, az 1754-ben született Lajos Ágost (1754–1793) megtörte a szomorú sort: ő és ifjabb testvérei mind megérték a felnőttkort, Franciaország 3 utolsó Bourbon-házi királya közülük került ki.

## Külső hivatkozások
- Családi, életrajzi adatai (The Peerage)